# Cantone di Foix-Rural
Il Cantone di Foix-Rural era una divisione amministrativa dell'arrondissement di Foix.
A seguito della riforma approvata con decreto del 18 febbraio 2014, che ha avuto attuazione dopo le elezioni dipartimentali del 2015, è stato soppresso.

## Composizione
Comprendeva i comuni di:
- Arabaux
- Baulou
- Bénac
- Le Bosc
- Brassac
- Burret
- Celles
- Cos
- Ferrières-sur-Ariège
- Freychenet
- Ganac
- L'Herm
- Loubières
- Montgaillard
- Montoulieu
- Pradières
- Prayols
- Saint-Jean-de-Verges
- Saint-Martin-de-Caralp
- Saint-Paul-de-Jarrat
- Saint-Pierre-de-Rivière
- Serres-sur-Arget
- Soula
- Vernajoul